# Климентій Цітаішвілі
Климентій Цітаішвілі (груз. კლიმენტი წიტაიშვილი, нар. 5 січня 1979, Тбілісі) — грузинський футболіст, який грав на позиції нападника. Відомий своїми виступами за тбіліське «Динамо».

## Кар'єра гравця
Футболом розпочав займатися в «Динамо» (Зугдіді), у 18-річному віці перейшов до футбольної школи тбіліського «Динамо». У дорослому футболі дебютував 1997 року виступами за команду клубу «Динамо» (Тбілісі), в якій провів чотири сезони, взявши участь у 20 матчах чемпіонату. Разом з командою двічі вигравав грузинський чемпіонат, ставав найкращим бомбардиром ліги в 2000 році. Виступав у клубах «Динамо» (Зугдіді), «Шевардені-1906», ТСУ (Тбілісі) та «Колхеті» (Поті).
Споочатку виїхав до Ізраїлю, де під керівництвом Шломо Шерфа виступав за «Хапоель» (Рішон-ле-Ціон). Натомість виступав за «моряків» у Кубку російської Прем'єр-ліги. Того сезону клуб з Новоросійська виступив невдало й за підсумками сезону понизився в класі. Наступного року перейшов у «Бней-Єгуда», а ще через рік опинився в «Хаполь» (Ціфірім Холон). У 2003 році перейшов до «Чорноморця» (Новоросійськ), проте в російському чемпіонаті не грав.
У 2003 році залишає Росію та переїздить на Кіпр, де підписує контракт з «Анортосісом». У складі цього клубу виступав протягом трьох сезонів, допоміг клубу виграти національний чемпіонат. Полтім виступав за інші кіпрські клуби, АЕЛ та АЕК (Ларнака)
У 2007 році повернувся до «Анортосісу». Наступного року разом з клубом з Фамагусти виграв чемпіонат Кіпру. Влітку того ж року допоміг «Анотосісу» першим серед кіпрських команд пробитися до основної сітки Ліги чемпіонів. З 2009 по 2010 рік виступав у «Неа Саламіна». Футбольну кар'єру завершив у 2010 році
У січні 2014 року відновив кар'єру у «Байя» (Зугдіді), за команду якого виступав до завершення 2014 року.

## Особисте життя
Син, Георгій, також професіональний футболіст, виступає за київське «Динамо».

## Досягнення
«Динамо» (Тбілісі)
- Ліга Еровнулі
  -  Чемпіон (2): 1998, 1999
- Суперкубок Грузії
  - Володар (2): 1997, 1999

«Анортосіс»
- Чемпіонат Кіпру
  -  Чемпіон (2): 2005, 2008